# Sierpc
Sierpc is een stad in het Poolse woiwodschap Mazovië, gelegen in de powiat Sierpecki. De oppervlakte bedraagt 18,6 km², het inwonertal 18.777 (2005).

## Verkeer en vervoer
- Station Sierpc
- Station Sierpc Wąskotorowy (1925-1938)

## Geboren in Sierpc
- Tadeusz Paciorkiewicz (17 oktober 1916) componist, muziekpedagoog en organist